# 베르겐 국제영화제

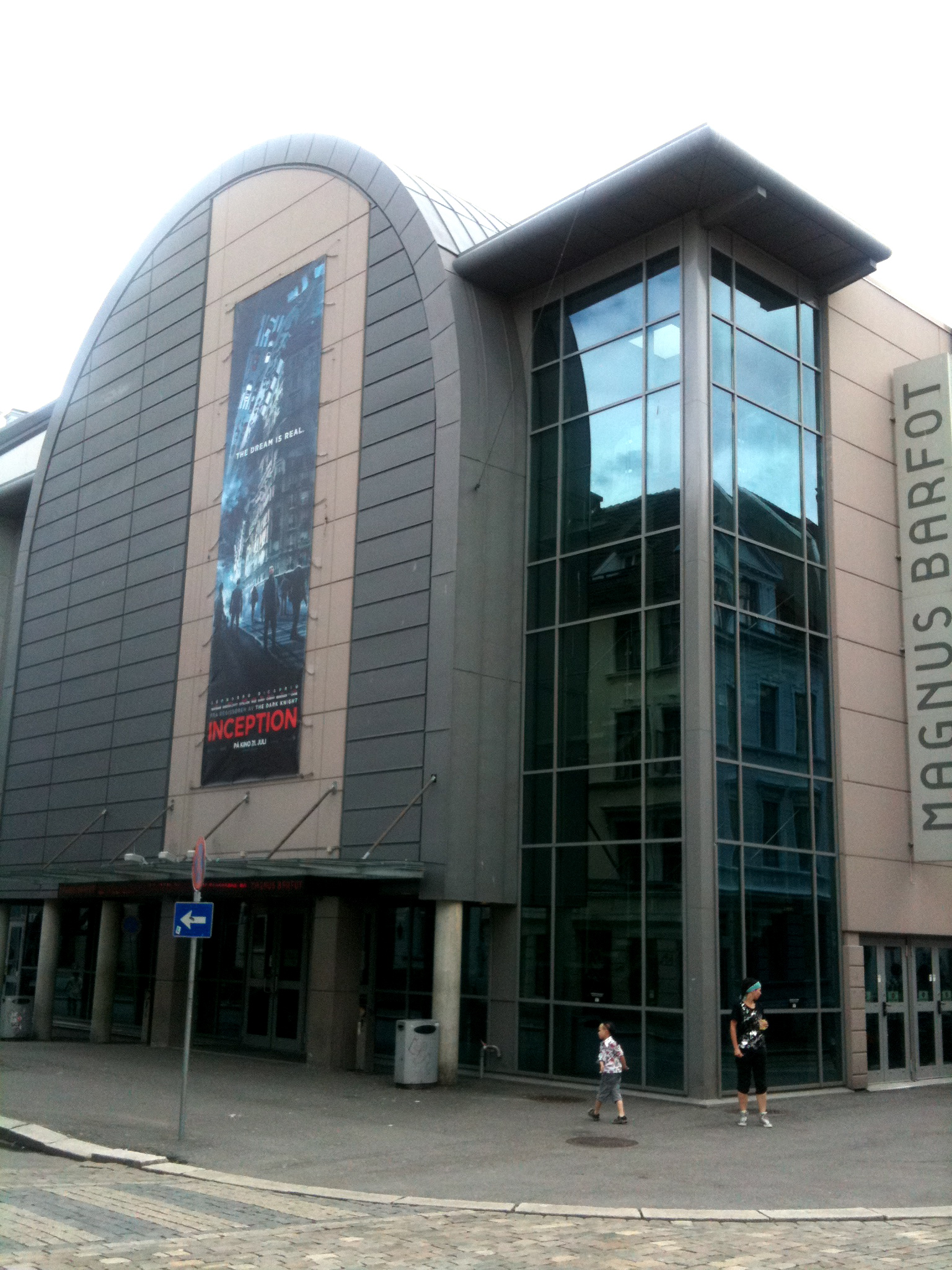

베르겐 국제영화제(Bergen International Film Festival, BIFF)는 2000년부터 노르웨이 베르겐에서 매해 10월에 열리는 영화제이다. 2019년에 20주년을 축하했으며 당시 프로그램에서 150개 이상의 영화를 장식했다.

## 방문객 수
| 연도 | 입장 수 |
| ---- | ------- |
| 2000 | 9.000   |
| 2001 | 23.000  |
| 2002 | 25.000  |
| 2003 | 30.500  |
| 2004 | 33.800  |
| 2005 | 33.500  |
| 2006 | 37.400  |
| 2007 | 39.780  |
| 2008 | 43.700  |
| 2009 | 44.059  |
| 2010 | 44.582  |
| 2011 | 50.788  |
| 2012 | 50.385  |
| 2013 | 53.333  |
| 2014 | 56.302  |
| 2015 | 57.292  |
| 2016 | 64.246  |
| 2017 | 63.840  |
| 2018 | 68.500  |
| 2019 | 61.073  |
| 2020 | 31.014  |
| 2021 | 48.455  |

## 수상

### Cinema Extraordinare (2011년 중단, 2016년 재설립)
- 미스테리어스 스킨
- 얼어붙은 땅
- 침묵의 빛
- 아이카 (영화)
- 벌새 (영화)

### Checkpoints
- 액트 오브 킬링
- 사마에게

### The Audience Award
- 와호장룡
- 엑스페리먼트 (2001년 영화)
- 볼링 포 콜럼바인
- 킬 빌 1부
- 올드보이
- 더 퀸
- 비스트 (2012년 영화)
- 콜 미 바이 유어 네임

### Youth Jury's Documentary Award
- 요덕 스토리스
- 더 코브: 슬픈 돌고래의 진실